# Rick Wakeman
Richard Christopher „Rick” Wakeman (London, 1949. május 18. – ), angol billentyűs, többek között a progresszív rockot játszó Yes tagja volt. Először a komolyzene irányában indult el: szimfonikus zenekarban játszott, kórusban énekelt, végül rockzenész lett belőle.

## Életpályája
Született és nevelkedett nyugat Londonban. Wakeman eleinte koncert zongoristának készült de tanulmányait az angol királyi zenei főiskolán 1969-ben félbehagyta és session zenészként dolgozott tovább. Korai munkái során, többek között a "Space Oddity" kapcsán játszott David Bowienak és számos más zenésznek és zenekarnak úgy mint Junior's Eyes, T. Rex, Elton John és Cat Stevens. Wakeman 1970-ben tagja lett a Strawbs zenekarnak, majd egy évvel később a csatlakozott a Yes-hez. Ezzel része lett a Yes klasszikus felállásának és játszott számos nagyon sikeres és meghatározó albumon egészen 1980-ig. Wakeman időközben szólókarrierbe is belekezdett, az első három legsikeresebb albuma 1973-tól: The Six Wives of Henry VIII (1973), Journey to the Centre of the
Earth (1974) és a The Myths and Legends of King Arthur and the Knights of the Round Table (1975).
1974-ben megalapította rockzenekarát The English Rock Ensemble néven akikkel rendszeresen fellépett.
Wakeman változó sikerekkel folytatta szólókarrierjét az 1980-as években,  legsikeresebb albuma az 1984 címet viseli, amit 1981-ben adott ki, ezt követte egy kisebb pop sláger single kiadvány a "Glory Boys" a Silent Nights című 1985-ös albumról.
Wakeman egy Gastank című televíziós show-t is vezetett, illetve dolgozott megannyi első generációs New-age és ambient albumának létrehozásán.
1988-ban három másik zenésztársával megalapították a Anderson Bruford Wakeman Howe zenekart ami a Yes-szel harmadik közös munkájához vezetett. Az 1992-es ismételt távozása után még kétszer tért vissza a zenekarban, 1995-ben és 2004-ben, ez idő alatt befejezett néhány más szóló projektet és turnét, illetve kalandozott a keresztény zenében is majd tovább folytatta a koncertezést világszerte.

## Diszkográfia

### Szólólemezei
- 1971 Piano Vibrations
- 1973 The Six Wives of Henry VIII
- 1974 Journey to the Centre of the Earth
- 1975 The Myths and Legends of King Arthur and the Knights of the Round Table
- 1975 Lisztomania (a filmben is szerepelt Wakeman)
- 1976 No Earthly Connection
- 1977 White Rock (szám a téli olimpiára)
- 1977 Rick Wakeman's Criminal Record
- 1978 The Royal Philharmonic Orchestra Performs the Best Known Works of Rick Wakeman
- 1979 Rhapsodies
- 1981 The Burning (egy szám)
- 1981 1984
- 1982 Rock 'N' Roll Prophet
- 1983 Cost of Living
- 1983 G'ole! (szám az 1982-es labdarúgó-világbajnokságra)
- 1984 Black Nights in the Court of Ferdinand IV
- 1985 Silent Nights
- 1985 Live at Hammersmith
- 1985 Beyond the planets
- 1986 Country Airs
- 1986 Crimes of Passion (egy szám)
- 1987 The Gospels
- 1987 Family Album
- 1988 Time Machine
- 1988 Suite of Gods
- 1988 Zodiaque
- 1989 Sea Airs
- 1990 Night Airs
- 1990 Phantom Power (egy szám)
- 1990 In the Beginning
- 1991 Rock'n'Roll Prophet Plus
- 1991 Aspirant Sunset
- 1991 Aspirant Sunrise
- 1991 Aspirant Shadows
- 1991 Suntrilogy
- 1991 The Classical Connection (régi munkái újrahangszerelve)
- 1991 2000 A.D. Into the Future
- 1991 African Bach
- 1991 Softsword: King John and the Magna Charter
- 1993 Heritage Suite
- 1993 Classic Tracks
- 1993 Wakeman with Wakeman
- 1993 No Expense Spared
- 1993 The Classical Connection II
- 1993 Prayers
- 1994 Wakeman with Wakeman: The Official Bootleg (élő)
- 1994 Live on the Test (élő, 1976-ban vették fel)
- 1994 Rick Wakeman's Greatest Hits (régi munkái újrahangszerelve)
- 1995 The Piano Album
- 1995 Seven Wonders of the World
- 1995 Cirque Surreal
- 1995 Romance of the Victorian Age
- 1995 King Biscuit Flower Hour – In Concert (élő, 1975-ben vették fel)
- 1995 Visions
- 1995 Simply Acoustic (más néven The Piano Album)
- 1995 The Private Collection
- 1995 Almost Live in Europe (élő)
- 1996 Fields of Green
- 1996 Voyage (összeállítás)
- 1996 The New Gospels
- 1996 Tapestries
- 1996 The Word and Music
- 1996 Orisons
- 1996 Can You Hear Me?
- 1996 Vignettes
- 1997 Tribute (Beatles-feldolgozások)
- 1998 Themes
- 1999 Return to the Centre of the Earth
- 1999 The Natural World Trilogy
- 1999 The Art in Music Trilogy
- 1999 White Rock II
- 1999 Stella Bianca alla corte de Re Ferdinando
- 2000 Recollections: The Very Best of Rick Wakeman 1973–1979 (válogatás)
- 2000 Preludes to a Century
- 2000 Chronicles of Man
- 2000 Christmas Variations
- 2000 Rick Wakeman Live in Concert 2000 (élő)
- 2001 Out of the Blue
- 2001 Classical Variations
- 2001 Two Sides of Yes
- 2002 The Wizard and the Forest of All Dreams
- 2002 Wakeman & Cousins – Hummingbird Dave Cousins-szel
- 2002 The Yes Piano Variations
- 2002 Two Sides of Yes – Volume 2
- 2002 Songs Of Middle Earth (összeállítás)
- 2003 Out There
- 2005 Rick Wakeman at Lincoln Cathedral
- 2006 Retro
- 2007 Amazing Grace
- 2007 Retro 2
- 2007 Live at the BBC

### Strawbs

#### Koncertlemez
- 1970 Just a Collection of Antiques and Curios

#### Stúdióalbum
- 1971 From the Witchwood

### Yes

#### Stúdióalbumok
- 1971 Fragile
- 1972 Close to the Edge
- 1973 Tales from Topographic Oceans
- 1977 Going for the One
- 1978 Tormato
- 1991 Union
- 1996 Keys to Ascension
- 1997 Keys to Ascension 2

#### Koncertlemezek
- 1973 Yessongs
- 1980 Yesshows
- 1996 Keys to Ascension
- 1997 Keys to Ascension 2

#### Válogatások
- 1975 Yesterdays (első szám)
- 1981 Classic Yes
- 1991 Yesyears
- 1992 Yesstory
- 1993 Highlights: The Very Best of Yes
- 2001 Keystudio
- 2002 In a Word: Yes (1969–)
- 2003 The Ultimate Yes: 35th Anniversary Collection
- 2005 The Word Is Live
- 2006 Essentially Yes